# Charitopes leucobasis
Charitopes leucobasis là một loài tò vò trong họ Ichneumonidae.